# Ephedra milleri
Ephedra milleri là một loài thực vật hạt trần trong họ Ephedraceae. Loài này được Freitag & Maier-St. mô tả khoa học đầu tiên năm 1992.